# Комаровка (Мамадышский район)
Комаровка — деревня в Мамадышском районе Татарстана. Входит в состав Нижнешандерского сельского поселения.

## География
Находится в северной части Татарстана на расстоянии приблизительно 18 км на север по прямой от районного центра города Мамадыш у речки Шия.

## История
Известна с 1762 года. В начале XX века действовали Никольская церковь и церковно-приходская школа. Относится к числу населенных пунктов, где проживали кряшены.

## Население
Постоянных жителей было: в 1782 — 24 души муж. пола; в 1859—341, в 1897—707, в 1908—845, в 1920—605, в 1926—484, в 1938—208, в 1949—279, в 1958—388, в 1970—402, в 1979—315, в 1989—177, в 2002 году 131 (татары 47 %, кряшены 47 %, фактически все кряшены), в 2010 году 84.